# Shams Abad
Shams Abad est un quartier au nord-est de Téhéran en Iran.